# Simasom Toruan
Simasom Toruan is een bestuurslaag in het regentschap Tapanuli Utara van de provincie Noord-Sumatra, Indonesië. Simasom Toruan telt 1190 inwoners (volkstelling 2010).